# Doina Rotaru
Doina Rotaru (née le 14 septembre 1951 à Bucarest) est une compositrice roumaine connue pour ses œuvres orchestrales et sa musique de chambre.

## Biographie
Marilena Doinița Rotaru est née à Bucarest et a étudié avec Tiberiu Olah (en) à l'université nationale de musique de Bucarest de 1970 à 1975. En 1991, elle continue ses études avec Theo Loevendie à Amsterdam. En 1991 elle devient professeur à l'université nationale de musique et est plusieurs fois conférencière invitée à Darmstadt, en Allemagne, et à l'atelier de composition du Gaudeamus à Amsterdam. Sa musique a été commandée et a été jouée internationalement, en Europe, en Asie et aux Amériques. Elle est membre de l'Union roumaine des compositeurs.
En 1986, Rotaru publie un article avec Liviu Comes (en) sur les techniques de contrepoint de Jean-Sébastien Bach et de Giovanni Pierluigi da Palestrina dans Editura Muzicala.

## Prix et récompenses
- Sept prix de l'union roumaine des compositeurs (1981, 1986, 1989, 1990, 1994, 1997, 2001)
- Prix de l'Académie roumaine des arts et des sciences (1986)
- Prix du GEDOK à Mannheim (1994, pour Symphony II).

## Œuvres
- Concerto pour clarinette et orchestre, 1984
- Symphony I pour grand orchestre, 1985
- Métabole II pour clarinette et orchestre, 2001
- Sonata pour violoncelle, 1978
- Quatuor à cordes no. 1, 1981
- Trias pour mezzo-soprano, flûte, piano, 1999
- The Crossroads of the Poppies pour piano, 1980
- Sonatina pour piano 1981[2]

## Enregistrements
- Symphony II. Ludovic Bács/Radio Bucharest Orchestra (Editura Muzicala: EM 007)
- Over time. Yoshikazu Iwamoto, shakuhachi; Pierre-Yves Artaud, Flûte basse (Editura Muzicala: EM 1002)
- Concerto, ‘Seven Levels to the Sky’. Daniel Kientzy, saxophones; Emil Simon/Cluj-Napoca Philharmonic (Nova Musica: NMCD 5105)